# هيئة استخبارات وأمن القوات البرية
هيئة استخبارات وأمن القوات البرية هو الجهاز الذي يوفر المعلومات الدقيقة لأصحاب القرار في الوقت المناسب، والمحافظة على أمن منسوبي القوات المسلحة السعودية.